# Wei-chih Lu
Wei-chih Lu (19 maart 1979) is een golfprofessional uit Taiwan. Lu is zijn achternaam, in Taiwan heet hij Lu Wei-chih. 

## Professional
Lu werd in 2003 professional en speelt op de Aziatische PGA Tour en de Japan Golf Tour. Eind 2011 stond hij nummer 9 op de Order of Merit van de Aziatische Tour. Lu won twee keer de Taiwan Masters, dat sinds 2000 deel uitmaakt van de Aziatische Tour.
Ook won hij in 2011 de 2de editie van de Players Championship in Taiwan.

### Gewonnen

#### Aziatische Tour
- 2005: Taiwan Masters
- 2011: Yeangder Tournament Players Championship, Taiwan Masters

#### Elders
- 2009: PRGR Novil Cup Final (Japan Challenge Tour)

### Teams
- World Cup: 2004, 2009